# 尼波昂
尼波昂是巴西圣保罗州的一个市镇。总面积138.048平方公里，总人口3615人，人口密度26.2人/平方公里。